# Kučerov
Kučerov är en ort i Tjeckien.   Den ligger i regionen Södra Mähren, i den östra delen av landet, 210 km sydost om huvudstaden Prag. Kučerov ligger 288 meter över havet och antalet invånare är 461.
Terrängen runt Kučerov är lite kuperad. Runt Kučerov är det ganska tätbefolkat, med 72 invånare per kvadratkilometer. Närmaste större samhälle är Vyškov, 6,6 km norr om Kučerov. Trakten runt Kučerov består till största delen av jordbruksmark.